# Elena Irureta
Elena Irureta Azanza (Zumaya, 30 de julio de 1955) es una actriz española.

## Biografía
Popularmente conocida por su papel de la policía Laura Hurtado en la serie de Telecinco El comisario, en la que participó desde 1999 hasta 2009, Elena Irureta cuenta con una amplia trayectoria tanto en televisión, con participaciones anteriores en otras series, como en cine y teatro, donde comenzó después de diplomarse en la Escuela de Arte Dramático de Antzerti, en San Sebastián.
En 2020 la actriz da vida a Bittori en Patria, la serie de HBO basada en el 'best seller' de Fernando Aramburu del mismo nombre. El papel de víctima de ETA le ha reportado numerosos elogios y se lo califica como uno de sus mejores trabajos.
Es tía del también actor Telmo Irureta.

## Cine

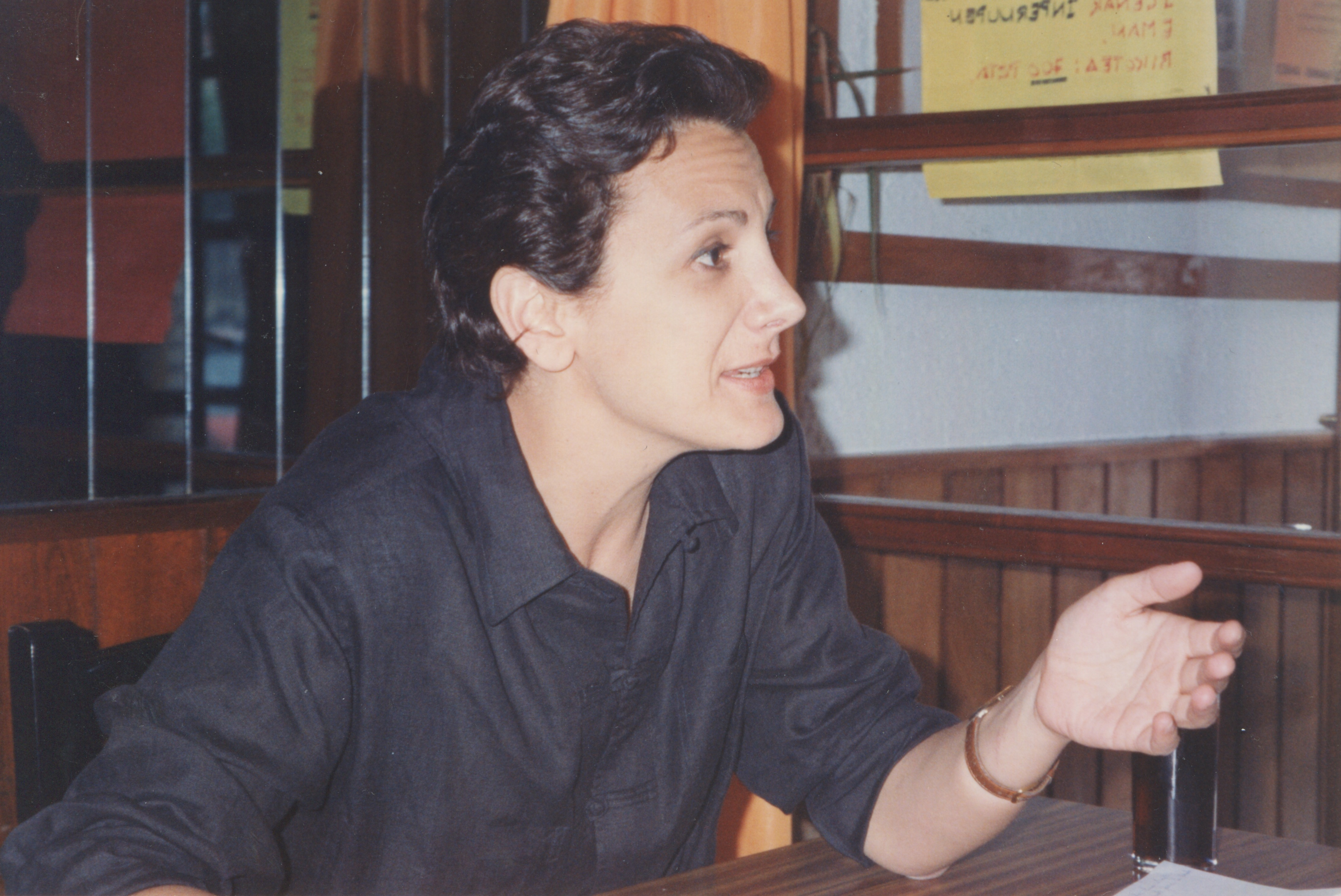
1994.

- Fuego eterno (1985), de José Ángel Rebolledo.
  - Con Imanol Arias, Ángela Molina.
- La monja alférez (1986), de Javier Aguirre.
  - Con Esperanza Roy, Carlos Hipólito.
- El mar es azul (1989), de Juan Ortuoste.
  - Con Juan Diego, Mariví Bilbao.
- El anónimo... ¡vaya papelón! (1990), de Alfonso Arandia.
  - Con Álex Angulo, Ramón Barea, Rosa María Sardà.
- Ke arteko egunak (1990), de Antonio Eceiza.
  - Con Xabier Elorriaga.
- La madre muerta (1993), de Juanma Bajo Ulloa.
  - Con Silvia Marsó, Karra Elejalde, Ana Álvarez.
- La ardilla roja, (1993), de Julio Médem.
  - Con Emma Suárez, Nancho Novo, María Barranco.
- Adiós Toby, adiós (1995), de Ramón Barea.
  - Con Álex Angulo, Bárbara Goenaga (Cortometraje).
- Sálvate si puedes (1995), de Joaquín Trincado
  - Con Antonio Resines, Fernando Guillén Cuervo, Pilar Bardem.
- Hola, ¿estás sola? (1995), de Icíar Bollaín.
  - Con Candela Peña, Silke, Daniel Guzmán, Antonio de la Torre.
- Airbag (1997), de Juanma Bajo Ulloa.
  - Con Manuel Manquiña, Luis Cuenca, Alberto San Juan.
- A ciegas (1997), de Daniel Calparsoro.
  - Con Najwa Nimri.
- Pecata minuta (1999), de Ramón Barea.
  - Con Ane Gabarain
- Flores de otro mundo (1999), de Icíar Bollaín.
  - Con José Sancho, Luis Tosar, Rubén Ochandiano, Andrés Lima, Amparo Valle.
- Sobreviviré (1999), de Alfonso Albacete y David Menkes.
  - Con Emma Suárez, Rosana Pastor, Adrià Collado, Juan Diego Botto.
- El vestido (2000) (Cortometraje).
- Mi hijo Arturo (2001), de Pedro Costa.
  - Con Emilio Buale, Concha Cuetos.
- El rey de la granja (2002), de Carlos Zabala.
  - Con Mar Saura, Javier Martín.
- Te doy mis ojos (2003), de Icíar Bollaín.
  - Con Luis Tosar, Candela Peña, Kiti Manver.
- Sin hogar (2003), de Joaquín Llamas.
  - Con Mar Regueras, José Ángel Egido, Alberto Jiménez.
- Aupa Etxebeste! (2005), de Asier Altuna y Telmo Esnal.
  - Con Guillermo Toledo, Luis Tosar.
- Trío de ases: el secreto de la Atlántida (2008), de Joseba Vázquez.
  - Con Miguel Ángel Muñoz, Cristina Peña, Raúl Peña, Ana Turpin.
- La felicidad perfecta (2009) del director Jabi Elortegi, guionista Anjel Lertxundi y la productora Pausoka.
  - Con Anne Igartiburu, Alberto Berzal, Félix Arkarazo, Ikerne Goienetxea, Martxelo Rubio y Ramón Barea.
- Bon appetit (2010) de David Pinillos.
  - Con Unax Ugalde.
- Promoción fantasma (2012) de Javier Ruiz Caldera.
  - Con Raúl Arévalo, Alexandra Jiménez.
- Los buenos modales (2023) de Marta Díaz.
  - Con Gloria Muñoz, Carmen Flores, Pepa Aniorte, Inma Cuesta.
- De Caperucita a loba (2023) de Chus Gutiérrez.
  - Con Marta González de Vega, José Mota, Berto Romero, David Guapo, Antonio Resines.
- Ocho apellidos marroquís (2023) de Álvaro Fernández Armero.
  - Con Michelle Jenner, Julián López.
- Políticamente incorrectos (2024) de Arantxa Echevarría.
  - Con Adriana Torrebejano, Juanlu González, Gonzalo de Castro, María Hervás, Raúl Cimas.

## Televisión
| Año       | Serie                      | Canal               | Personaje                    | Notas         |
| --------- | -------------------------- | ------------------- | ---------------------------- | ------------- |
| 1991-2012 | Bi eta bat                 | ETB1                | Idoia                        | ¿? episodios  |
| 1992      | Beni eta Marini            | ETB1                |                              | ¿? episodios  |
| 1997      | Jaun eta jabe              | ETB1                | Blanca                       | ¿? episodios  |
| 1997-1998 | Al salir de clase          | Telecinco           | Socorro                      | 33 episodios  |
| 1998      | Periodistas                | Telecinco           | Señora Santillana            | 1 episodio    |
| 1998      | Hermanas                   | Telecinco           | Hermana Sagrario             | 3 episodios   |
| 1999-2009 | El comisario               | Telecinco           | Laura Hurtado                | 169 episodios |
| 2003      | Sin hogar                  | Antena 3            | Montse                       | Telefilme     |
| 2003-2009 | Martin                     | ETB1                | Marta                        | 100 episodios |
| 2008      | Plan América               | La 1                | Belén                        | 1 episodio    |
| 2009      | Los misterios de Laura     | La 1                | Victoria Conde               | 6 episodios   |
| 2009-2010 | Hospital Central           | Telecinco           | Candela                      | 5 episodios   |
| 2010      | La isla de los nominados   | Cuatro              | Cuqui Ortiz de Zubiri        | 11 episodios  |
| 2010      | Felipe y Letizia           | Telecinco           | Paloma Rocasolano            | 2 episodios   |
| 2011      | Los protegidos             | Antena 3            | Concha                       | 1 episodio    |
| 2011      | El secreto de Puente Viejo | Antena 3            | Teófila                      | 1 episodio    |
| 2012      | Toledo                     | Antena 3            | Monja                        | 1 episodio    |
| 2013      | El don de Alba             | Telecinco           | Sonsoles                     | 2 episodios   |
| 2013-2014 | El tiempo entre costuras   | Antena 3            | Doña Manuela                 | 4 episodios   |
| 2014      | Ciega a citas              | Cuatro              | Maruchi Soler                | 137 episodios |
| 2015      | Algo que celebrar          | Antena 3            | Concepción "Concha" Magallón | 8 episodios   |
| 2016      | Eskamak kentzen            | ETB1                | Xole                         | 12 episodios  |
| 2017-2018 | Allí abajo                 | Antena 3            | Rosa Mari                    | 23 episodios  |
| 2020      | Patria                     | HBO España          | Bittori                      | 8 episodios   |
| 2020      | Los favoritos de Midas     | Netflix             | Teresa Jiménez               | 4 episodios   |
| 2020      | Madres. Amor y vida        | Prime Video         | Eva López                    | 7 episodios   |
| 2021      | Alma                       | Netflix             | Aurora                       | 9 episodios   |
| 2023      | Las invisibles             | SkyShowtime         | Pilar Montes Parra           | 8 episodios   |
| 2023      | Un cuento perfecto         | Netflix             | Amparo                       | 2 episodios   |
| 2023      | Vestidas de azul           | Atresplayer Premium | Mari Carmen                  | 1 episodio    |

## Directora
- Dúplex (1993) ETB1; serie de televisión

## Teatro
- Hau paraderua
- El porqué de las cosas
- Aspirina para 2
- Arlequino
- Ama begira zazu
- El jefe de todo esto de Garbi Losada.

## Concursos
- Participó el 20, 21 y 22 de octubre de 2008 en el concurso Pasapalabra de Telecinco

## Premios
| Año  | Premio                                                  | Categoría                                                          | Trabajo              | Resultado |
| ---- | ------------------------------------------------------- | ------------------------------------------------------------------ | -------------------- | --------- |
| 1998 | Festival de Cortos de Alcalá de Henares                 | Premio 'La Galería' a la Mejor Interpretación                      | Pecata minuta        | Ganadora  |
| 1999 | Festival Internacional de Cine Independiente de Burdeos | Premio 'Golden Wave' a la Interpretación Femenina                  | Flores de otro mundo | Ganadora  |
| 1999 | Premios de la Unión de Actores                          | Mejor Interpretación de Reparto de TV                              | El comisario         | Nominada  |
| 2021 | Premios Forqué                                          | Mejor Interpretación Femenina en una Serie                         | Patria               | Ganadora  |
| 2021 | Premios Feroz                                           | Mejor Actriz Protagonista de una Serie                             | Patria               | Ganadora  |
| 2021 | Premios MiM Series                                      | Mejor Actriz Protagonista de una Serie (ex aequo con Ane Gabarain) | Patria               | Ganadora  |
| 2021 | Premios Platino                                         | Mejor Interpretación Femenina en Miniserie o Teleserie             | Patria               | Ganadora  |